# Dudeștii Noi
Pour les articles homonymes, voir Dudești.
Dudeștii Noi (allemand : Neubeschenowa, hongrois : Ujbesenyö) est une commune de Roumanie, située dans le département du Timiș et la région Banat.

## Géographie
Dudeștii Noi est situé dans le département de Timiș à 13 km nord-ouest de Timișoara.

## Communes limitrophes
Les communes limitrophes sont : à l'ouest Becicherecu Mic (2 km), à l'est Sânandrei (7 km), au sud Săcălaz (7 km), au nord-ouest Hodoni (11 km) et Satchinez (14 km). Au sud de la commune il y a la route nationale DN6 Timișoara - Cenad. La commune est desservie par une gare de la ligne Timișoara - Sânnicolau Mare. 